# Samuel L. M. Barlow II
Samuel L. M. Barlow II (Nova York, 1 de juny de 1892 - Wyndmoor, (Pennsilvània), 19 de setembre de 1982) era un compositor nord-americà, pianista i crític d'art que va estudiar a Harvard.

## Biografia
Samuel Barlow es va graduar el 1914 a Harvard i va passar a estudiar música a l'Institut d'Art Musical (Juilliard School) a la ciutat de Nova York, amb Percy Goetschius i Franklin Robinson, i més tard a París amb Isidor Philipp al Conservatori de París i Ottorino Respighi a l'Acadèmia Nacional de Santa Cecília a Roma. També va exercir com a tinent amb la Intel·ligència de l'Exèrcit durant la Primera Guerra Mundial.
El seu estil de composició era conservador per al seu dia. Deia que volia escriure «melodies que no haurien espantar papa Brahms». No obstant això, la seva música va ser innovador com que sovint va explorar noves tècniques escenogràfiques. Per exemple, per a l'execució del Concerto for Magic Lantern and Symphony Orchestra una versió simfònica de l'obra per a piano L'Histoire de Babar, le petit éléphant de Francis Poulenc, va projectar diapositives. L'òpera Mon ami Pierrot (1934) fou la primera americana que va tenir succés a París. També va compondre música orquestral i de cambra i fou col·laborador, amb diversos articles, de la revista Modern Music.

## Esa
A la primeria de la dècada dels anys 1920 Samuel Barlow es va enamorar d'un encantador poble medieval descobert un dia quan era de vacances a França al llarg de la Mediterrània a mig camí entre Niça i Mònaco. El poble d'Esa (francès Èze) ocupa un pinacle de roca a uns 427 metres sobre el Cap Ferrat, a la Riviera francesa. En un dia clar es des de les terrasses d'Esa, es poden veure els pics de Còrsega per al sud i pràcticament tota la costa oest, cap a Toulon. El lloc va engrescar Barlow que va negociar amb el batlle per poder comprar una dotzena de cases Després que no eren més que ruïnes que s'esmicolaven arran del penya-segat. En els propers anys Barlow va construir en aquest lloc el «château Barlow», un conjunt pintoresc que es confonia amb l'arquitectura circumdant. Aviat va esdevenir no només un refugi de la família, sinó també una meca per als artesans i intel·lectuals.